# Chiesa di San Lorenzo (Capizzone)
La chiesa di San Lorenzo è il principale luogo di culto cattolico della località di Capizzone in provincia e diocesi di Bergamo; fa parte del vicariato di Rota d'Imagna.

## Storia
Una chiesa in località Capizzone era sicuramente presente agli inizi del XV secolo in contrada Ca' Palio, come indicata in un lascito testamentario del 1457, dove non si comrpende se la chiesa fosse in costruzione o già ultimata, verrà poi dismembrata con decreto del vescovo Ludovico Donato, dalla chiesa di Sant'Andrea di Strozza il 15 dicembre 1470 ed elevata a chiesa parrocchiale autonoma con consacrazione il 29 settembre 1621. Fu inserita nel registro delle commende episcopali, a causa della mancanza o pochezza di un beneficio titolare. Il clero era, infatti retto da un curato mercenario pagato dai vicini ma che doveva avere la conferma di nomina dal vescovo di Bergamo ogni sei mesi.
Con la formazione dei vicariati foranei istituiti nel 1568 dopo il II sinodo diocesano voluto dal vescovo Giovanni da Scanzo in ottemperanza del primo sinodo provinciale del 1565, confermati con il III sinodo del 1574 la chiesa fu inserita nel vicariato di Almenno San Salvatore. La chiesa ricevette la visita pastorale di san Carlo Borromeo arcivescovo di Milano il 16 ottobre 1575. Dagli atti si deduce che la chiesa posta in Val d'Imagna, era inserita nella pieve di Almenno San Salvatore. Vi erano quattro altari e non aveva rendite che potessero permettere di pagare lo stipendio al sacerdote. Era un curato delle parrocchie vicine a servire quella di Capizzone. Vi era la scuola del Santissimo Sacramento e di santa Maria che gestivano gli altari maggiore e della Madonna. In prossimità vi era la chiesa di Santa Maria de Robadello dedicata alla Madonna del Rosario con il monastero dei frati francescani e in contrada "dicta Carminata" o "Brembilla" la chiesa dedicata a Maria Elisabetta.
Dalla relazione della visita di san Gregorio Barbarigo si deduce che la chiesa era compresa della vicaria foranea di Almenno. Vi era un curato, e la scuola del Santissimo Sacramento.
Nel 1666 la chiesa fu inserita nel “Sommario delle chiese di Bergamo”, elenco redatto dal cancelliere della curia vescovile Giovanni Giacomo Marenzi e indicata sotto l'invocazione di San Lorenzo martire. La chiesa era "mercenaria" e il clero era retto da un solo curato mercenario; vi era la scuola del Santissimo Sacramento che reggeva l'altare maggiore. Sussidiare della parrocchiale vi era l'oratorio della Beata Vergine Maria con la scuola del Rosario.
La chiesa fu visitata nel 1778 dal vescovo Giovanni Paolo Dolfin, nella cui relazione fu inserito un documento redatto dal parroco, dal quale si deduce che la chiesa aveva quattro altari e che quello maggiore era retto dalla scuola del Santissimo Sacramento. Un altare era intitolato a san Filippo Neri. Vi era la scuola della dottrina cristiana. In prossimità vi erano la piccola chiesa campestre della Santissima Annunciata e due luoghi di culto privati, uno intitolato all'angelo custode e uno a Maria Elisabetta. Vi erano tre sacerdoti e un curato mercenario.
Nel 1855 la chiesa fu ricostruita su progetto dell'architetto Angelo Cattò, ultimata nel 1868 e consacrata nel 1870 dal vescovo coadiutore Alessandro Valsecchi. La facciata in stile neogotico fiorito fu costruita solo nel 1911. Nel Novecento la chiesa fu oggetto di lavori di mantenimento e ammodernamento con la posa del nuovo altare in marmo rosa rivolto verso la comunità dei fedeli rispondente all'adeguamento liturgico delle chiese. A memoria dell'adeguamento fu collocata una scritta sulla parete destra del presbiterio: "POPOLAZIONE GENEROSA / ANIMATA DAL PARROCO CIVERA / VOLLE RIFARE L'ALTARE - 24-2-80".
Con decreto del 27 maggio 1979 del vescovo di Bergamo Giulio Oggioni fu inserita nel vicariato foraneo di Rota Imagna.

## Descrizione

### Esterno
L'edificio di culto con abside rivolta a sud, è anticipato dal sagrato in ciottolato e da una rampa di sette ampi gradini e ulteriori sette che portano alla facciata in stile neogotico. Questa coperta in pietra artificiale sagomata e martellinata, è tripartita da quattro lesene con mensole dove sono poste le statue degli evangelisti e quattro tempietti posti a pinnacoli sulle estremità dove è posta la statua raffigurante un angelo. L'ingresso principale è posto centrale con arco a sesto acuto coronato dalla statua di san Lorenzo e due angeli. Lateralmente due bifore complete di vetri colorati atti a illuminare l'aula.

#### Campanile
La chiesa aveva la torre campanaria costruita anche come funzione di torre di avvistamento. Viene documentata fino dal XII secolo come “torre campanaria in pietra viva presso la chiesa vecchia di S. Lorenzo originaria dal XII secolo”. La fonte non è certa, perché era regola edificare il campanile successivamente alla chiesa, vi sono anche lasciti testamentari risalenti al XVI secolo a conferma della sua edificazione.La torre, venne distrutta da un nubifragio e ricostruita nel 1958 e si trova presso la piccola chiesa di Santa Maria Immacolata. Il nuovo campanile fu edificato con la nuova chiesa e ospita il concerto in re maggiore della ditta Felice Bizzozero, a cui ne sono state aggiunte nel 1949 altre due, fuse dalla ditta Broili.

### Interno
L'interno a pianta rettangolare e a unica navata divisa in cinque campate da colonne complete di alza-zoccolatura e coronate di capitelli che reggono gli archi a sesto acuto. Nella prima a sinistra vi è il battistero e corrispondente un trono ligneo, dove è posta la statua di san Lorenzo martire. La seconda presenta a sinistra l'antico pulpito ligneo e a destra la parte è dedicata a zona penitenziale con un confessionale ligneo. Nella terza vi sono gli altari dedicato a sant'Antonio abate a sinistra e corrispondente a destra al Sacro Cuore. La quarta è dedicata agli ingressi laterali. L'ultima campata presenta l'altare di san Giuseppe a sinistra e di fronte quello della Madonna Addolorata.
La zona presbiteriale è anticipata dall'arco trionfale; rialzata da tre gradini, è di misura inferiore rispetto all'aula con volta a crociera.